# Rise of the Northstar
Rise of the Northstar (afgekort ROTNS) is een Franse hardcoregroep die in 2008 in Parijs werd opgericht. De groep combineert hardcore (punk) met metalcore en hiphop. In 2009 werd hun eerste ep uitgebracht, Tokyo Assault, drie jaar later gevolgd door de ep Demonstrating My Saiya Style. De groep richtte in 2013 een platenlabel op met als naam Indépendant Repression Records. In 2014 tekenden ze echter bij de Duitse platenmaatschappij Nuclear Blast, waar ze in november dat jaar hun album Welcame uitbrachten.

## Huidige bezetting
- Vithia (zang), sinds 2008
- Eva-B (gitaar), sinds 2010
- Air One (slaggitaar), sinds 2011
- Yoru (basgitaar), sinds 2023
- Phantom(2) (drums), sinds 2023

## Discografie
- Tokyo Assault (2009, ep)
- Demonstrating My Saiya Style (2012, ep)
- Welcame (2014)
- The Legacy of Shi (2018)